# Federación de Fútbol de Vanuatu
La Federación de Fútbol de Vanuatu (en inglés Vanuatu Football Federation), es el ente que rige al fútbol en Vanuatu. Fue fundada en 1934 y afiliada a la FIFA en 1988. Es un miembro de la Confederación de Fútbol de Oceanía (OFC), está a cargo de la Selección de fútbol de Vanuatu y todas sus categorías inferiores, además de la Primera División de Vanuatu.